# Miss Libanon

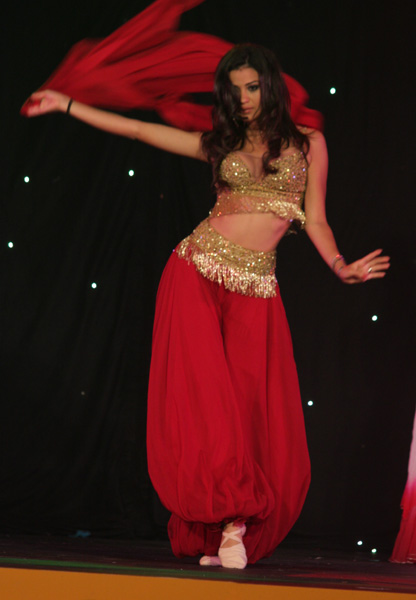
Rosarita Tawil, Miss Libanon 2008

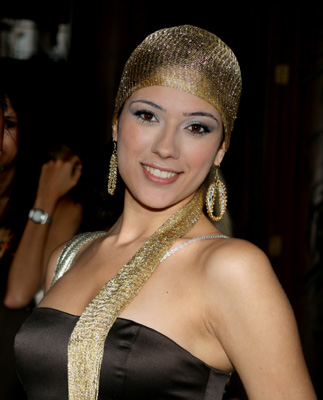
Nadine Njeim, Miss Libanon 2007

Miss Libanon (arabisch انتخابات ملكة جمال لبنان) ist ein Schönheitswettbewerb für unverheiratete Frauen im Libanon seit 1960. Miss Libanon dürfte der einzige nationale Schönheitswettbewerb sein, bei dem Preise im Wert von über einer Million US-Dollar vergeben werden. Er wird alljährlich von der Lebanese Broadcasting Corporation (LBC) im Fernsehen übertragen, und zwar in einer Reality-TV-Show: Die Kandidatinnen leben sechs Wochen zusammen.
Miss Libanon-Siegerinnen nehmen an den Wahlen zur Miss World, Miss Universe, Miss International und Miss Europe teil.
Vor der Begründung des jetzigen Wettbewerbs beteiligten sich schon vereinzelt Kandidatinnen aus dem Libanon an der Miss Universe: 1930 Laila Zoghbi, 1935 Samia Baroudi (als Miss Beyrouth / Miss Syrie) und 1955 Hanya Beydoun. Wie sie sich qualifizierten, ist nicht bekannt.

## Siegerinnen
| Jahr    | Miss Libanon                                |
| ------- | ------------------------------------------- |
| 1960    | Giselle Nicholas Nasser                     |
| 1961    | Nouhad Cabbabe                              |
| 1962    | Eleanor Abi Karam                           |
| 1963    | Mona Slim                                   |
| 1964    | Nana Barakaf                                |
| 1965    | Yola George Harb                            |
| 1966    | Marlene Tala                                |
| 1967    | Sonia Fares                                 |
| 1968–69 | nicht ausgetragen wegen des Sechstagekriegs |
| 1970    | Georgette Gero                              |
| 1971    | Georgina Rizk                               |
| 1972    | nicht ausgetragen                           |
| 1973    | Marcelle Herro                              |
| 1974    | Jaqueline Raad                              |
| 1975    | Gisélle Hachem                              |
| 1976    | Ramona Karam                                |
| 1977    | Vera Aloune                                 |
| 1978    | Katia Fakhry                                |
| 1979    | Jacqueline Riachi                           |
| 1980    | Celéste El Assai                            |
| 1981    | Zeina Joseph Challita                       |
| 1982    | Dochka Abi Nader                            |
| 1983    | Elaine Khoury                               |
| 1984    | Reine Philip Barakat                        |
| 1985    | Mirelle Abi Fares                           |
| 1986    | Mary Khoury                                 |
| 1987    | Elaine George Fakhoury                      |
| 1988–90 | nicht ausgetragen wegen des Bürgerkriegs    |
| 1991    | Diana Begdache                              |
| 1992    | Nicole Badavel                              |
| 1993    | Ghada El Turck                              |
| 1994    | Lara Badaoui                                |
| 1995    | Dina Azar                                   |
| 1996    | Nisrine Sami Nasser                         |
| 1997    | Joélle Georges Behlock                      |
| 1998    | Clemence Achkar                             |
| 1999    | Norma Elias Naoum                           |
| 2000    | Sandra Rizk                                 |
| 2001    | Christina Sawaya                            |
| 2002    | Dominique Hourani                           |
| 2003    | Marie José Hnein                            |
| 2004    | Nadine Njeim                                |
| 2005    | Gabrielle Bou Rached                        |
| 2006    | Annabella Samir Hilal                       |
| 2007    | Nadine Njeim                                |
| 2008    | Rosarita Tawil                              |
| 2009    | Martine Andraos                             |
| 2010    | Rahaf Abdallah                              |
| 2011    | Yara Khoury-Mikhael                         |
| 2012    | Rina Chibany                                |
| 2013    | Karen Ghrawi                                |
| 2014    | Saly Greiger                                |
| 2015    | Valerie Abou Chacra                         |
| 2016    | Sandy Tabet                                 |
| 2017    | Perla Al Helou                              |
| 2018    | Maya Reaidy                                 |
| 2019    | -                                           |
| 2020    | -                                           |
| 2021    | Dunia Ibrahim                               |
| 2022    | Yasmina Zaytoun                             |
| 2023    | Maya Aboul Hosn                             |